# Heterusia partitata
Heterusia partitata là một loài bướm đêm trong họ Geometridae.